# Guadalupe Tovar
Guadalupe Tovar Ugalde (más conocida como Guadalupe “Capi” Tovar) es una exfutbolista mexicana. Fue la capitana de la selección mexicana subcampeona del Mundial Femenil de 1971.

## Mundial 1971
Participó en el Mundial Femenil de Fútbol de México 1971. 
La capitana de la selección mexicana participó en los cuatro partidos disputados en el Estadio Azteca.

### Partidos jugados

#### Fase de grupos
México 3-1 Argentina  
México 4-0 Inglaterra

#### Semifinales
México- 2-1 Italia

#### Final
México 0 - 3 Dinamarca